# ريتشارد فولتس
ريتشارد فولتس (بالإنجليزية: Richard Foltz) (مواليد 1961) عالم كندي من أصل أمريكي متخصص في تاريخ الأديان لاسيما الإسلام والزرادشتية إضافة إلى التاريخ الإيراني. وهو أستاذ في جامعة كونكورديا في مونتريال ، حيث هو مدير برنامج الدراسات الإيرانية. فولتس يحمل درجة الدكتوراه في تاريخ الشرق الأوسط من جامعة هارفارد. وقد قام بالتدريس في جامعة الكويت ، جامعة براون ، جامعة كولومبيا ، وجامعة ولاية فلوريدا.
وقد نشرت له أيضا العديد من الكتب والمقالات حول الأخلاقيات البيئية في الإسلام ، وعلى مواقف المسلمين تجاه الحيوانات.

## مؤلفاته
- الروحانية في أرض النبلاء؛ كيف أثرت إيران في أديان العالم ، الدار العربية للعلوم ، 2007
- «الصيرورة العالمية للإسلام» ، الجمهورية نت ، الجمعة 02 مايو 2008 القراءات: 49 http://www.algomhoriah.net/atach.php?id=13310
- Iran in World History, New York: مطبعة جامعة أكسفورد, 2015
- Religions of Iran: From Prehistory to the Present, London: Oneworld Publications, 2013
- Religions of the Silk Road: Premodern Patterns of Globalization, New York: Palgrave Macmillan, 2010
- Animals in Islamic Tradition and Muslim Cultures, Oxford: Oneworld Publications, 2006
- Environmentalism in the Muslim World, New York: Nova Science Publishers, 2005
- Islam and Ecology: A Bestowed Trust, Cambridge, MA: Harvard University Press, 2003
- Worldviews, Religion, and the Environment: A Global Anthology, Belmont, CA: Wadsworth Thomson, 2003
- Mughal India and Central Asia, Karachi and New York: Oxford University Press, 1998
- Conversations with Emperor Jahangir, Costa Mesa, CA: Mazda Publishers, 1998